# Хвильовий канал

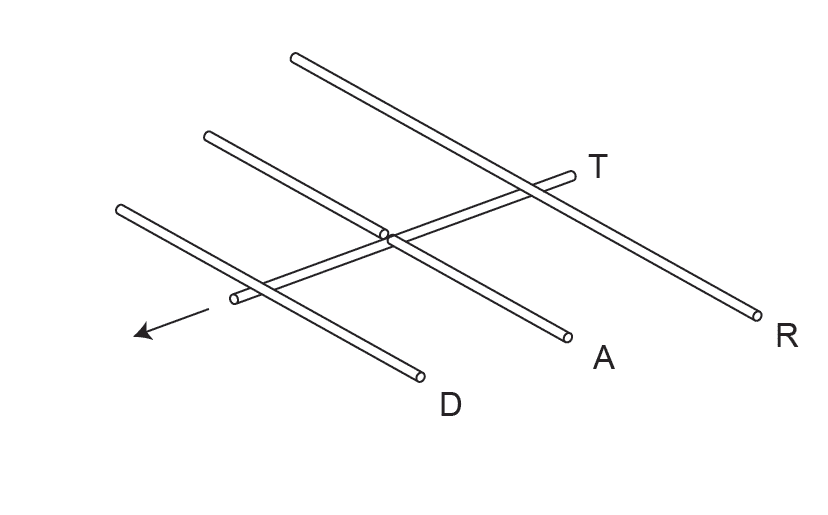
Схема антени «хвильовий канал»

Хвильовий канал (також знана як антена Уда-Яґі або антена Яґі) — антена, що складається з розташованих уздовж лінії випромінювання паралельно один одному активного та декількох пасивних вібраторів. Хвильовий канал належить до класу антен біжучої хвилі. У радянській літературі застосовувалася назва хвильовий канал, яка і залишилася поширеною у сучасній літературі; в англомовній літературі використовується назва за іменами винахідників. Дана антена використовується для мережі точка-точка, а іноді й для мережі точка-багато точок. Антена була спочатку розроблена для радіочастоти у 1926 році, але нині використовується й у бездротовому зв'язку.

## Будова і принцип дії
Антена «хвильовий канал», відома також як антена Уда — Яґі, або антена Яґі — антена, що складається з розташованих уздовж лінії випромінювання паралельно один одному активного і декількох пасивних вібраторів. Хвильовий канал належить до класу антен біжучої хвилі. У радянської літературі застосовувалася назва «хвильовий канал», яка й залишилася поширеною у російськомовній літературі; в англомовній літературі використовують назви за іменами винахідників.
Антена складається з розташованих на траверсі (на малюнку — Т) активного (A) і ряду пасивних вібраторів — рефлекторів (R), розташованих щодо напряму випромінювання за активним вібратором, а також директорів (D), розташованих перед активним вібратором. Найчастіше застосовується один рефлектор, число директорів змінюється від нуля до десятків. Активний вібратор має довжину близько напівхвилі (0,5λ), рефлектор довжину трохи більшу 0,5λ, директори мають довжину, меншу 0,5λ. Відстані від активного вібратора до рефлектора і до першого директора складають близько 0,25λ.
Випромінювання антени можна розглядати як суму випромінювань усіх складових її вібраторів. Струм, наведений випромінюванням активного вібратора в рефлекторі, наводить у ньому напругу. Для рефлектора, опір якого має індуктивний характер внаслідок довжини, більшої 0,5λ, напруга відстає за фазою від напруги в активному вібраторі на 270 °. В результаті випромінювання активного вібратора і рефлектора в напрямі рефлектора складається в протифазі, а в напрямку активного вібратора — у фазі, що призводить до посилення випромінювання в напрямі активного вібратора приблизно вдвічі. Аналогічно рефлектору працюють директори, однак через ємнісний характер їх опору (що визначається їх меншою довжиною) випромінювання посилюється в напрямі директорів. Кожен додатковий рефлектор або директор дають надбавку посилення, але меншу, ніж попередній рефлектор і директор, причому для рефлектора ефект ослаблення дії додаткових елементів набагато більш виражений, тому більше одного рефлектора застосовують досить рідко.

## Характеристики
Триелементний хвильовий канал має підсилення близько 5-6 dBd, шестиелементний — близько 9 dBd, десятиелементний — близько 11 dB. Для довгих (понад 15 елементів) антен можна вважати, що посилення збільшується приблизно на 2,2 dB на кожне подвоєння довжини антени. Антена має добрий коефіцієнт спрямованої дії. Антена досить проста, має відносно невелику масу, а відсутність суцільних поверхонь забезпечує малу парусність.

## Застосування

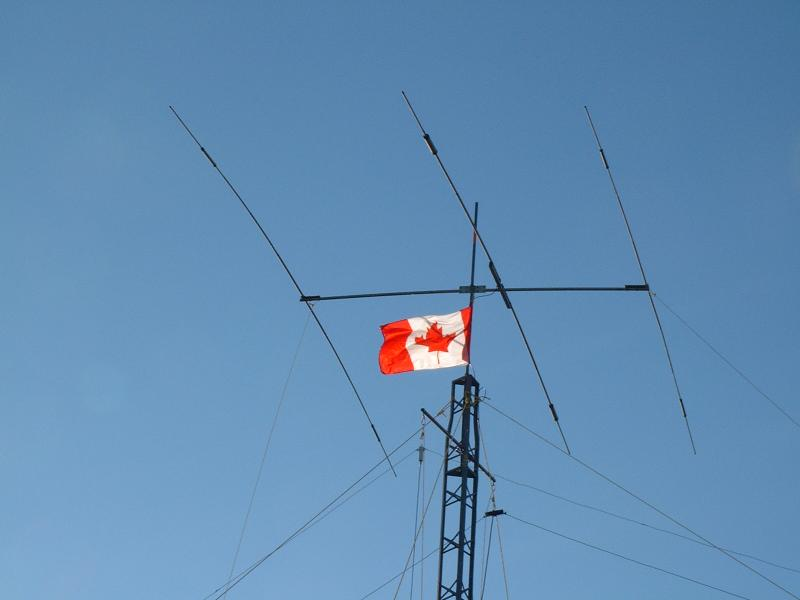
Зліва направо на траверсі змонтовані рефлектор, активний вібратор і директор. Добре видно, що рефлектор трохи довший за активний вібратор, а директор коротший.

Антени «хвильового каналу» широко застосовуються як приймальні телевізійні, як приймальні й передавальні в системах бездротової передачі даних, в радіоаматорському зв'язку, в інших системах зв'язку, в радіолокації. Широкому їхньому поширенню сприяють високе посилення, хороша спрямованість, компактність, простота, невелика маса. Антену застосовують на діапазонах, починаючи з коротких хвиль, в діапазонах метрових і дециметрових хвиль і на вищих частотах, на НВЧ-діапазонах. Зокрема, відомі варіанти наноантен Уда-Яґі для оптичного діапазону електромагнітних хвиль.

## Історія
Антена хвильовий канал була винайдена в 1926 році японцем Сінтаро Уда у співпраці з Хідецугу Яґі з Університету Тохоку, розташованого в місті Сендай в Японії. Яґі опублікував перший опис антени англійською мовою, у зв'язку з чим в західних країнах вона стала асоціюватися з його ім'ям. Яґі, втім, завжди згадував принципово важливу роль Уда у винаході антени, у зв'язку з чим правильною назвою має бути «антена Уда-Яґі».
Антена отримала широке поширення під час Другої світової війни як антена радарів ППО завдяки її простоті та хорошій спрямованості. Японські військові вперше дізналися про антену після битви при Сінгапурі, коли до них потрапили записки англійського радіоінженера, який згадував «антену яґі». Японські офіцери розвідки не зрозуміли в цьому контексті, що Яґі — це прізвище творця. Попри те, що антена була винайдена в Японії, вона залишалася невідомою більшості японських розробників радарів протягом великої частини військового періоду, через суперечності між флотом і армією. Антену горизонтальної поляризації можна бачити під лівим крилом літаків, що базуються на авіаносцях Grumman F4F, F6F, TBF Avenger. Антену вертикальної поляризації можна бачити на носовому обтічнику багатьох винищувачів другої світової війни.

## Див.також
- Синтаро Уда